# Sněžné (Žďár nad Sázavou-i járás)
Sněžné település Csehországban, a Žďár nad Sázavou-i járásban. Sněžné Křižánky, Daňkovice, Fryšava pod Žákovou horou, Kuklík, Krásné, Kadov, Líšná és Herálec településekkel határos. Lakosainak száma 751 fő (2024. január 1.).

## Népesség
A település lakosságának változását az alábbi diagram mutatja:
| Lakosok száma | 1931 | 1804 | 1524 | 1128 | 758  | 797  | 708  | 705  | 729  | 751  |
|               | 1869 | 1890 | 1921 | 1950 | 1980 | 2001 | 2017 | 2019 | 2022 | 2024 |